# Tirthahalli
Tirthahalli là một thị xã panchayat của quận Shimoga thuộc bang Karnataka, Ấn Độ.

## Địa lý
Tirthahalli có vị trí 13°42′B 75°14′Đ / 13,7°B 75,23°Đ Nó có độ cao trung bình là 591 mét (1938 feet).

## Nhân khẩu
Theo điều tra dân số năm 2001 của Ấn Độ, Tirthahalli có dân số 14.806 người. Phái nam chiếm 51% tổng số dân và phái nữ chiếm 49%. Tirthahalli có tỷ lệ 80% biết đọc biết viết, cao hơn tỷ lệ trung bình toàn quốc là 59,5%: tỷ lệ cho phái nam là 83%, và tỷ lệ cho phái nữ là 76%. Tại Tirthahalli, 10% dân số nhỏ hơn 6 tuổi.